# Bartenheim
Bartenheim település Franciaországban, Haut-Rhin megyében. Lakosainak száma 4135 fő (2022. január 1.). Bartenheim Kembs, Uffheim, Brinckheim, Blotzheim, Saint-Louis, Rosenau és Sierentz községekkel határos.

## Népesség
A település népességének változása:
| Lakosok száma | 3820 | 3848 | 3846 | 3837 | 3912 | 3987 | 4062 | 4102 | 4135 |
|               | 2013 | 2015 | 2016 | 2017 | 2018 | 2019 | 2020 | 2021 | 2022 |